# Thierry Rey
Thierry Rey   (Veurne, 1 de juny de 1959) és un judoka francès, ja retirat, que va competir durant les dècades de 1970 i 1980. Es casà amb la filla de Jacques Chirac, president de França.
El 1980 va prendre part en els Jocs Olímpics d'Estiu de Moscou, on guanyà la medalla d'or en la competició del pes extra lleuger del programa de judo. En la final va superar al cubà José Rodríguez Carbonell.
En el seu palmarès també destaca una medalla d'or al Campionat del món de judo, una d'or, dues de plata i una de bronze al Campionat d'Europa de judo i sis campionats nacionals entre d'altres victòries.
Un cop retirat va treballar en diversos mitjans de comunicació, principalment als del grup Canal + i al cinema. Va formar part de la candidatura olímpica París 2012 i entre maig de 2012 i juny de 2014 ocupà un càrrec d'assessor esportiu i juvenil al gabinet de la presidència de François Hollande.